# Arbutoideae
Arbutoideae, biljna potporodica, dio porodice vrjesovki. Postoji nekoliko rodova (4), poznatiji su planika (Arbutus) i medvjetka ili mlivnjak (Arctostaphylos).

## Distribucija
Sjeverna Amerika, Meksiko, Srednja Amerika, Europa, sjevernas Afrika, sjeverni Atlantski otoci (Kanarski otoci), većina vrsta endemična za zapadnu Sjevernu Ameriku.

## Opis
Grmlje ili drveće, višestanične dlake prisutne ili ih ponekad nema (Comarostaphylis); kora glatka, bez izbrazda, često se ljušti, ponekad se raspada. Stabljike su uspravne ili polegle. Listovi postojani (listopadni u rodu Arctousu), obično naizmjenični, ponekad nasuprotni ili kovrčasti (Ornithostaphylos), rijetko nasuprotni (Xylococcus); peteljka obično prisutna, ponekad je nema (Arctostaphylos). Cvatovi na vrhu, metlice ili grozdovi; perule odsutne; brakteje mnogo kraće od čašica; brakteole 2 ili ih nema (Arctostaphylos, Arctous). Cvjetovi viseći; čašični listovi (4-)5; latice (4-)5, spojene, vjenčić lisnat, obično oblik vrča, ponekad cilindričan, stožast ili kuglast, režnjevi mnogo kraći od cijevi; prisutan intrastaminalni nektarni disk; prašnici (8-)10; prašnici se otvaraju prorezima ili porama; jajnik 2-10-lokularni; placentacijski aksil; stil ravan. Plodovi koštunjavi (bobičast u rodu Arbutus), (pulpa brašnasta ili sočna), nerahla; pireni 1-5, često spojeni u kamenoliki endokarp. Sjemenki 1-10, obično različite, ponekad spojene, okruglaste (ponekad trostrane), nekrilate.

## Rodovi
1. Arbutus L. (11 spp.)
2. Arctostaphylos Adans. (70 spp.)
3. Comarostaphylis Zucc. (11 spp.)
4. Ornithostaphylos Small (1 sp.)

- Xylococcus Nutt., sinonim za Arctostaphylos Adans., vidi Arctostaphylos bicolor (Nutt.) A.Gray
- Arctous Neid.